# Дворец Николая Константиновича
Дворец Романовых в Ташкенте построен в 1891 году по проекту архитекторов В. С. Гейнцельмана и А. Л. Бенуа для князя Николая Константиновича, сосланного на окраину империи — в Туркестанский край. В левом крыле дворца располагались апартаменты великого князя, а в правом крыле — апартаменты его жены.
В настоящее время здание используется в качестве дома приёмов МИД Узбекистана. Близ входа на дворцовую территорию до 1995 года стояла Иосифо-Георгиевская церковь.

## Экстерьер и окрестности
Дворец представлял собой длинное, двухэтажное здание из обожжённого серо-жёлтого кирпича, со специально оборудованными для жилья подвальным помещением, где даже в жару было прохладно. В подвале также находилась и обширная кухня. На флангах дворца были построены круглые башни, красиво сливающиеся со зданием.
На территории вокруг дворца известным ташкентским ботаником и фармацевтом И. И. Краузе был разбит сад. К крыльцу, выходящему на Кауфманский проспект шла от улицы кругообразная, широкая въездная аллея в виде крытого застекленного портика с колонками. От улицы этот участок был отгорожен красивой, высокой кованной решёткой с двумя воротами: въездными и выездными. Между решёткой и въездной аллеей был разбит круглый, огороженный подстриженными растениями в виде живой изгороди, — цветник. По обеим сторонам входной лестницы, на мраморных цоколях лежали в натуральную величину бронзовые олени с громадными ветвистыми рогами. 

## Интерьер
Входя через дубовые резные двухстворчатые широкие двери, расположенные в передней части дворца, посетитель попадал в круглый большой холл, отделанный тёмным деревом, с опускающимся на чугунной цепи замысловатой формы фонарём. Далее из холла выходило три двери: прямо перед вошедшим, а также справа и слева. За левой дверью была круглая винтовая узорчатая железная лестница, шедшая на второй этаж — в богатую, большую библиотеку и в бильярдную. Войдя в правую дверь, посетитель попадал в просторный зимний сад. Здесь росли пальмы разных сортов, а также лимонные, апельсиновые, мандариновые и померанцевые деревья.

С левой стороны от входа в зимний сад был устроен японский сад с карликовыми фруктовыми деревьями; в этом саду журчали ручейки, через которые были переброшены красивые мостики с перилами в виде заборчиков и туннелей, а также стояли крошечные домики и около них масса фигурок людей и животных в живописных позах. Также в саду были устроены беседки из тропических растений в цвету. 

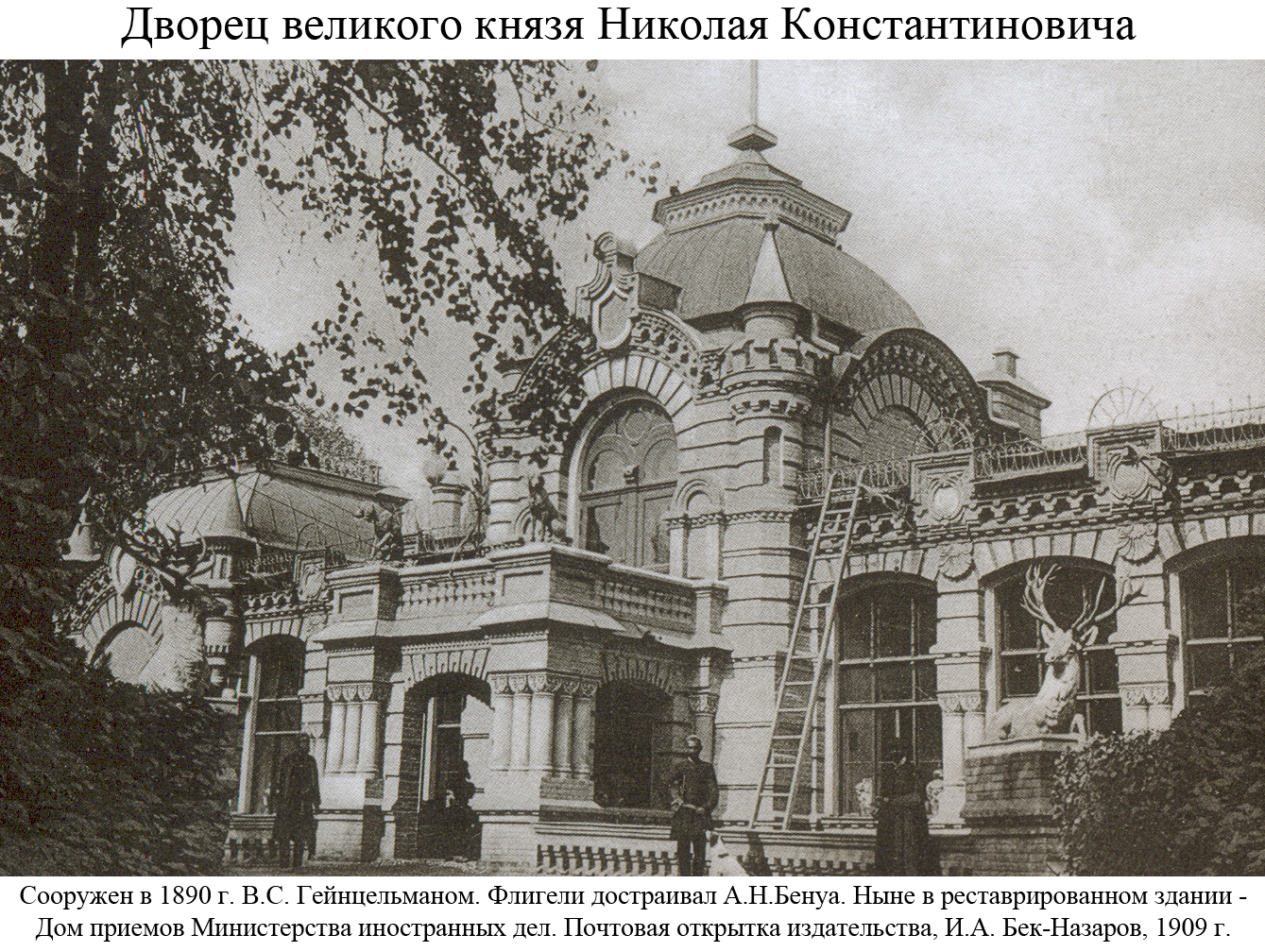
Дворцовый фасад перед революцией

Проходя в левую дверь из холла, посетитель попадал в три зала, следовавших один за другим. В этих залах располагались мраморные статуи и картины из коллекции Николай Константинович|Николая Константиновича. В настоящее время эта коллекция картин и скульптур находится в Музее искусств Узбекистана.
Дверь напротив входа вела из холла в другие залы разной величины. В первой небольшой гостиной недалеко от громадного французского окна стояла очаровательная статуя Венеры, которая выглядела розово-прозрачной, когда освещалась падающими через окно солнечными лучами. В следующем зале в застеклённых шкафах и витринах находились многочисленные экспонаты из коллекции Николая Константиновича — статуэтки, игрушки из слоновой кости, ордена, медали, кольца, браслеты, серебряные и золотые украшения и многие другие интересные вещи такого рода.
Следующий зал был оформлен в восточном стиле с чудесными бухарскими, афганскими, туркменскими и персидскими коврами, с драгоценным оружием — огнестрельным и холодным. Низкие тахты были покрыты коврами и материями, расшитыми шелками, серебром и золотом. Также в этом зале находились картины известных мастеров живописи со сценами из жизни Азии.
Из зала «Венеры» дверь вела в небольшой зал, где было собрано все, что касалось Хивинского похода 1873 года: картины, книги, статуэтки, вылитые из чугуна, отдельные и групповые. Там например, как пишет в своих воспоминаниях сын Николая Константиновича — князь Александр Искандер, был макет хивинской крепости Ичан-Кала, которую брали приступом туркестанские стрелки, в кэпи с надзатыльниками: «они лезли по приставленным лестницам, падая ранеными и убитыми. Хивинцы, защищая крепость, стреляли в осаждавших из ружей, луков, бросали в осаждавших камни и лили горячую смолу. Стреляли медные пушки и внизу, и на крепости. Вот казак везёт раненого товарища. Казак увозит хивинку. Казак, джигитуя, поднимает фуражку. А вот лежит раненый казак, а около него верный ему конь его обнюхивает, не покидает! Там изображена охота с соколом и беркутом».
Среди помещений первого этажа была и столовая.

 Столовая вся отделанная деревом; потолок по карнизам расписан золотом, тушью, малиновыми и зелеными надписями: — молитвами из Корана. Большой, длинный обеденный стол, массивные стулья с высокими спинками, обтянутыми кожей, с богатыми резными ножками, спинками и подручниками. По стенам шкафы с массивным семейным серебром; блюдами, хрусталём и сервизами, заказанными на императорском фарфоровом заводе.— А. Н. Искандер (Романов). Из воспоминаний о жизни в Туркестане.
.

## Судьба здания в советское время
При советской власти во дворце был организован музей, так как Николай Константинович перед своей смертью в 1918 году передал дворец в дар городу Ташкенту с условием устройства во дворце музея. Сам князь умер в январе 1918 года от скоротечного воспаления легких.
Коллекция картин европейской и русской живописи, собранная Великим князем и привезённая им из Санкт-Петербурга, явилась основой для создания в 1919 году Музея искусств в Ташкенте, имеющего одну из самых богатых коллекций картин европейской живописи среди художественных музеев Средней Азии.
Позже с 1940-х по 1970-е гг., в связи с переездом Музея искусств в новое здание, здесь располагался Республиканский дворец пионеров, музей антиквариата и ювелирного искусства Узбекистана (до начала 1990-х).